# 蓬萊山人帰橋
蓬萊山人 帰橋（ほうらいさんじん ききょう、生没年不詳）は、江戸時代中期の戯作者、狂歌師である。狂号は大の鈍金無。

## 経歴
経歴は『新版近世文学研究事典』に拠る。
高崎藩松平右京太夫の藩士で、江戸内桜田の藩邸に住居。1779年（安永8年）『美地の蠣殻』『家暮長命四季物語』が洒落本初作。両作品とも深川遊里に取材し、蓬萊山人帰橋の名前も深川蓬萊橋に由来するものとされる。以後の洒落本でも深川遊里に取材したが、1783年（天明3年）『愚人贅漢居続借金』では、自分と実在の狂歌師仲間をモデルに深川で遊ぶ様子を描き、山東京伝の洒落本への道を開いた。帰橋の没後、文政年中に二世烏亭焉馬が一時的に、二世蓬萊山人帰橋を名乗った。

## 主な作品

### 洒落本
- 『美地之蠣殻』 - 1779年（安永8年）に刊行。
- 『通仁枕言葉』- 1781年（天明元年）に刊行。
- 『愚人贅漢居続借金』- 1783年（天明3年）に刊行。

### 黄表紙
- 『間似合嘘言曾我』